# Diedre Murray
Diedre Murray (* 28. November 1951 in New York City) ist eine US-amerikanische Cellistin des Creative Jazz und Komponistin.

## Leben und Wirken
Murray wurde bereits früh musikalisch gefördert; in der Familie ihrer Mutter gab es viele Amateurmusikerinnen. Sie erhielt in der Schule Cello-Unterricht und spielte als Teenager in Jazzrock-Bands. In dieser Zeit trat sie mit James Brown im Apollo Theater auf. In den späten 1970er Jahren war sie Mitglied der Band von Hannibal Marvin Peterson, mit dem sie auch durch Europa tourte. In den 1980er Jahren spielte sie mit Musikern wie Leroy Jenkins, Muhal Richard Abrams sowie dem Henry Threadgill Sextet (Rag, Bush and All). Mit Fred Hopkins bildete sie das Duo Stringdom, das auch den Kern für das Quartett Sync mit Elliott Sharp und Gerry Hemingway sowie ein Quartett mit Newman Taylor Baker und Brandon Ross darstellte. Sie arbeitete auch mit Julius Hemphill, Butch Morris, Archie Shepp, Jason Kao Hwang, Larry Young und Oscar Brown.
Murray komponierte verschiedene Bühnenwerke für Musik- und Tanztheater. Sie spielt sowohl Jazz, improvisierte Musik als auch zeitgenössische klassische Musik. Sie ist auch als  Produzentin und Kuratorin in der New Yorker Jazzszene aktiv.

## Diskographische Hinweise
- 1992: Firestorm (Victo) mit Fred Hopkins
- 1993: Stringology (Black Saint) mit Hopkins, Marvin Swell
- Henry Threadgill: Makin’ A Move (Columbia, 1995), Sog Out Of My trees (Black Saint), You Know the Number (RCA, 1986), Just the Facts And Pass The Bucket, When Was That? (about time Records, ca. 1986)
- Lawrence Butch Morris: Testament (New World, 1988–95)
- Hannibal Marvin Peterson: The Angels of Atlanta, Hannibal in Antibes (Enja), Hannibal (1975) MPS Records